# Jeff Strain
Jeff Strain é um programador de jogos eletrônicos americano e um dos três fundadores da ArenaNet. Ele serviu a ArenaNet e a NCsoft como líder das equipes de arte e produção e presidente de desenvolvimento de produtos, respectivamente. Ele foi anteriormente o programador principal do MMORPG da Blizzard Entertainment, World of Warcraft; ele também criou o editor de campanha de StarCraft e trabalhou em Diablo e Warcraft III. Ele é creditado como programador e produtor executivo de Guild Wars.
Ele deixou a NCsoft em agosto de 2009. Em 23 de novembro de 2009, foi anunciado que Jeff havia fundado a Undead Labs para criar um jogo de zumbi para os principais consoles chamado State of Decay.